# 昇仙峡

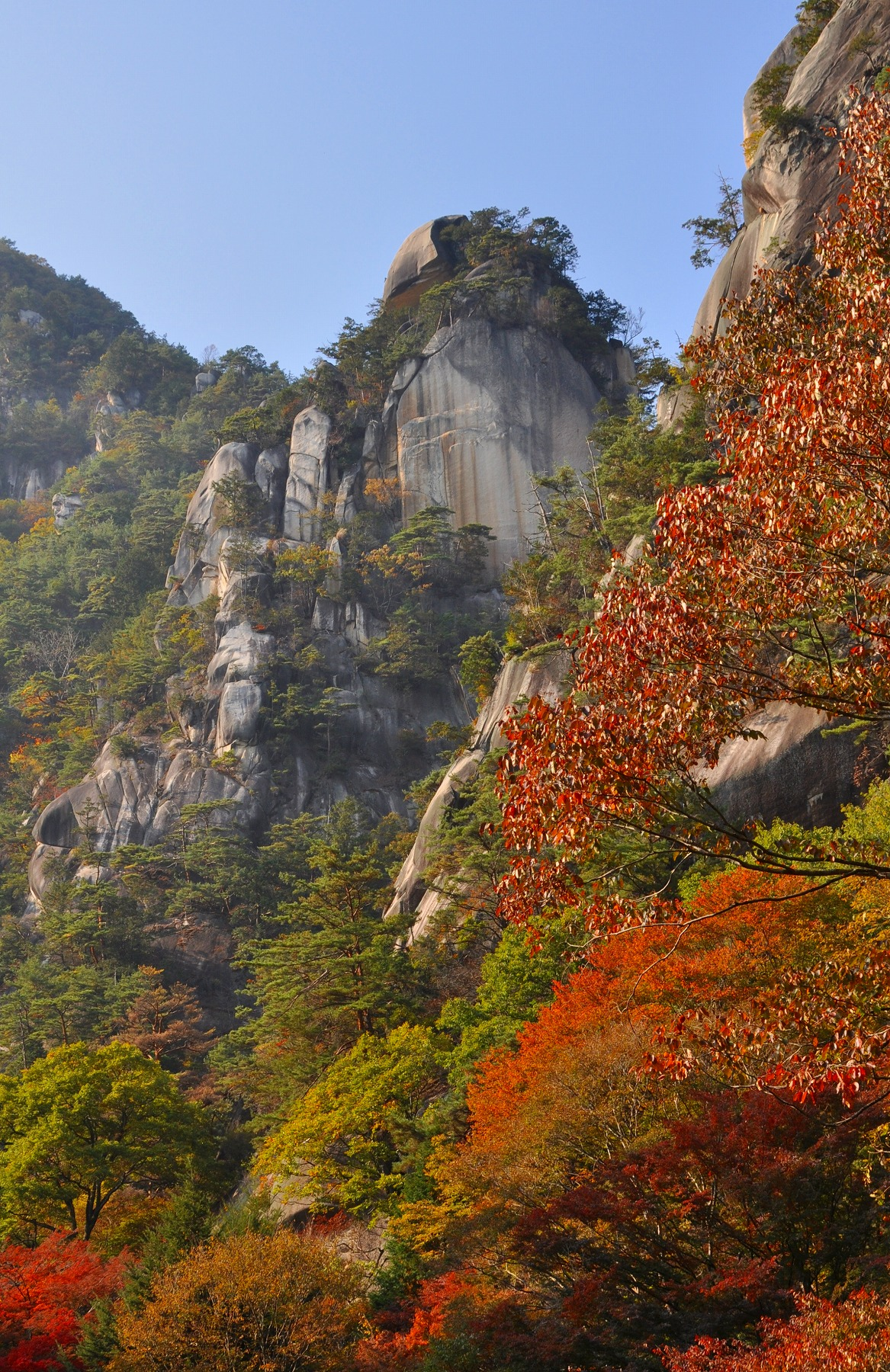
秋の昇仙峡 覚円峰

昇仙峡（しょうせんきょう）は、山梨県甲府市、甲府盆地北側、荒川上流に位置する渓谷である。特別名勝に指定されており、国内有数の景勝地である。「日本五大名峡」の一つに数えられる。

## 概要
1923年（大正12年）に国の名勝に指定され、1953年（昭和28年）には特別名勝に指定されている。特別名勝としての指定名称は御嶽昇仙峡（みたけしょうせんきょう）であるが、一般には御岳昇仙峡と常用漢字体で書かれることが多い。秩父多摩甲斐国立公園に属し、同公園を代表する景勝地として知られる。長潭橋（ながとろばし）から仙娥滝までの全長約5キロメートルに亘る渓谷は、川が花崗岩を深く侵食したことにより形成された。渓谷内には、柱状節理の花崗岩および輝石安山岩の奇岩が至る所に見られる。日本二十五勝、平成の名水百選等に選定されている。
渓谷は天神森地区の長潭橋から始まるが、途中の能泉地区までの渓谷沿いは車道が狭く、シーズン中の土日祝日は車両通行規制が行われ歩行者専用になる（平日は上り方向の一方通行）。その先の能泉地区から仙娥滝の間が渓谷のハイライトで、観光客の多くは駐車場が整備されている仙娥滝付近を中心に訪れる。年間を通して多くの観光客で賑わうが、自家用車で観光に訪れる者も多く、紅葉が見られる観光シーズンの11月の土日は、周辺の道路が渋滞するほど賑わう。そのため、公共（県営）駐車場もあり、観光施設や土産物店にも駐車場が併設されている。施設店舗を利用すれば無料のところがほとんど。

### 景勝地
- 神社
  - 金櫻神社、夫婦木神社、夫婦木神社姫の宮
- 寺院
  - 羅漢寺
- 湖水
  - 能泉湖
- ダム
  - 荒川ダム
- 滝
  - 仙娥滝（日本の滝百選）、大滝
- ロープウェイ
  - 昇仙峡ロープウェイ
- 橋梁
  - 長潭橋「県内に現存する戦前完成の3つのコンクリートアーチ道路橋のうち最古であり、景勝地昇仙峡観光の歴史を語る上で重要な土木遺産」として平成24年度の選奨土木遺産に選ばれた[3]、新静観橋、静観橋、昇仙橋、羅漢寺橋、有明橋、愛のかけ橋、千田橋
- 岩石 
  - 覚円峰（昇仙峡のシンボル、水面からほぼ垂直に屹立する高さ約180mの巨岩）、石門（花崗岩の巨石で出来た天然アーチ）、天狗岩、めまい岩、よろい岩、かぶと岩、筆立岩、えぼし岩、登竜岩、寒山拾得岩、五月雨岩、ふぐ石、はまぐり石、松茸石、ねこ石、富士石、ラクダ石、猿石、トーフ岩、オットセイ岩、大砲岩、亀石

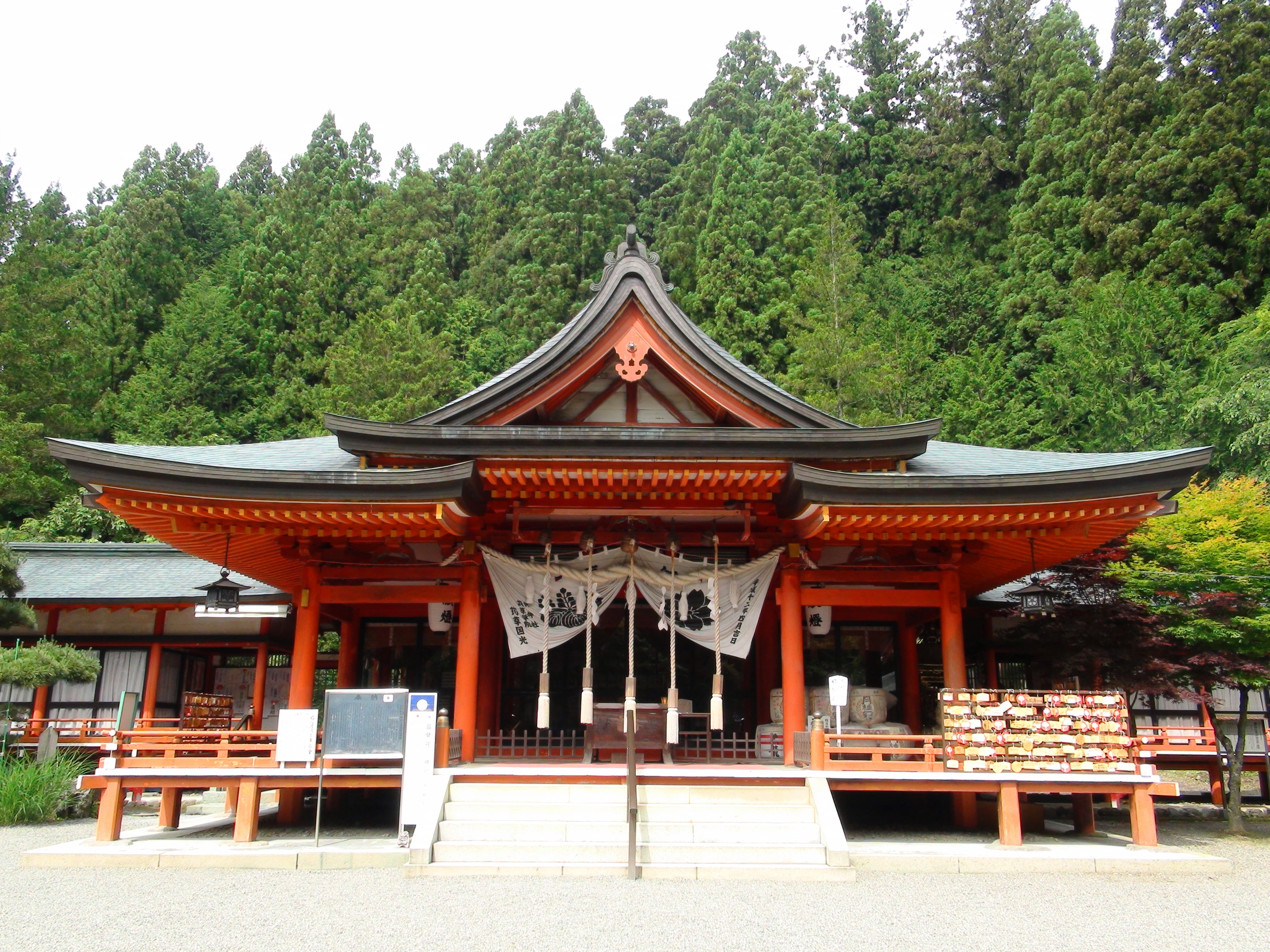
金桜神社拝殿
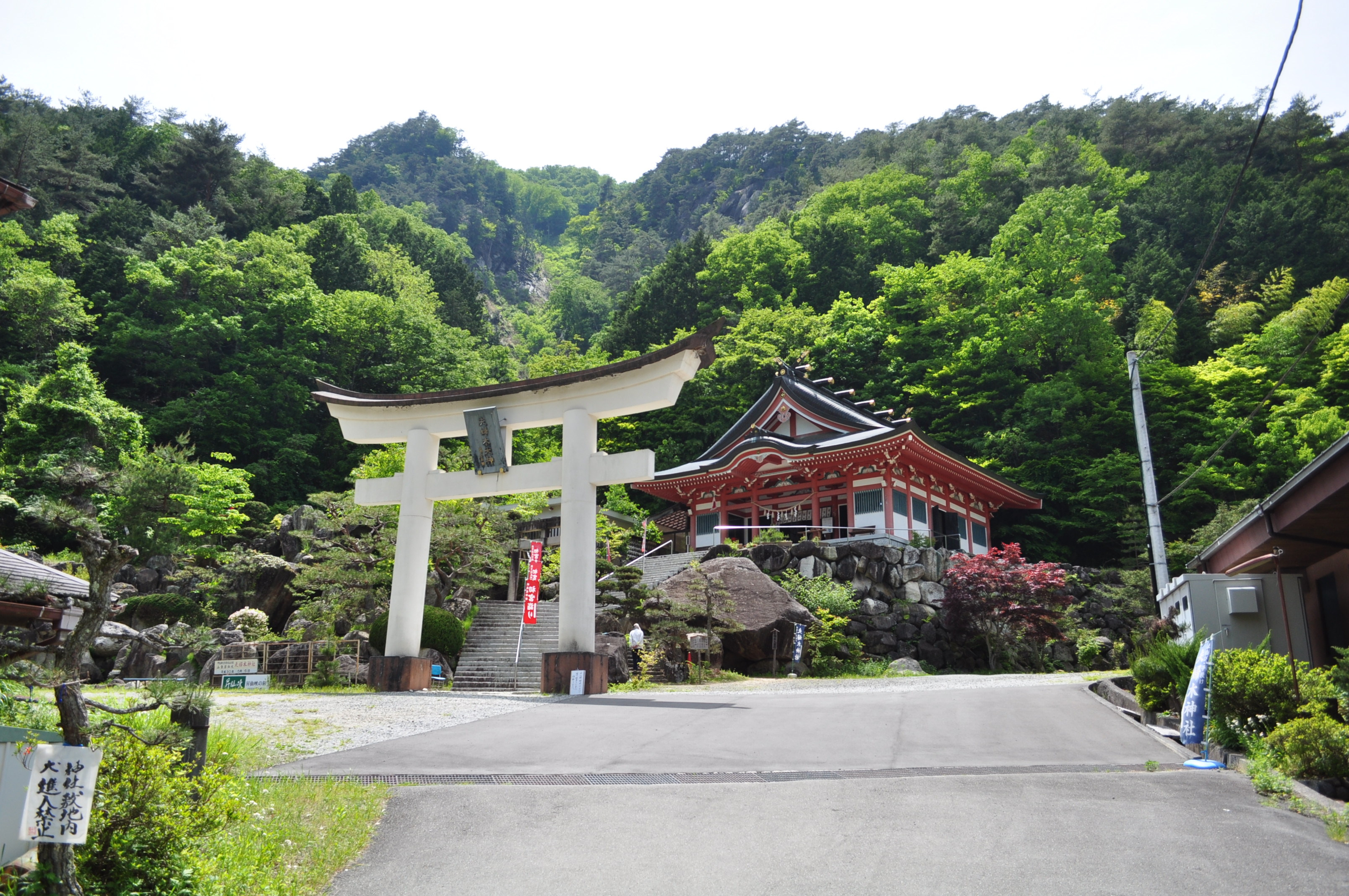
夫婦木神社（2018年5月16日撮影）
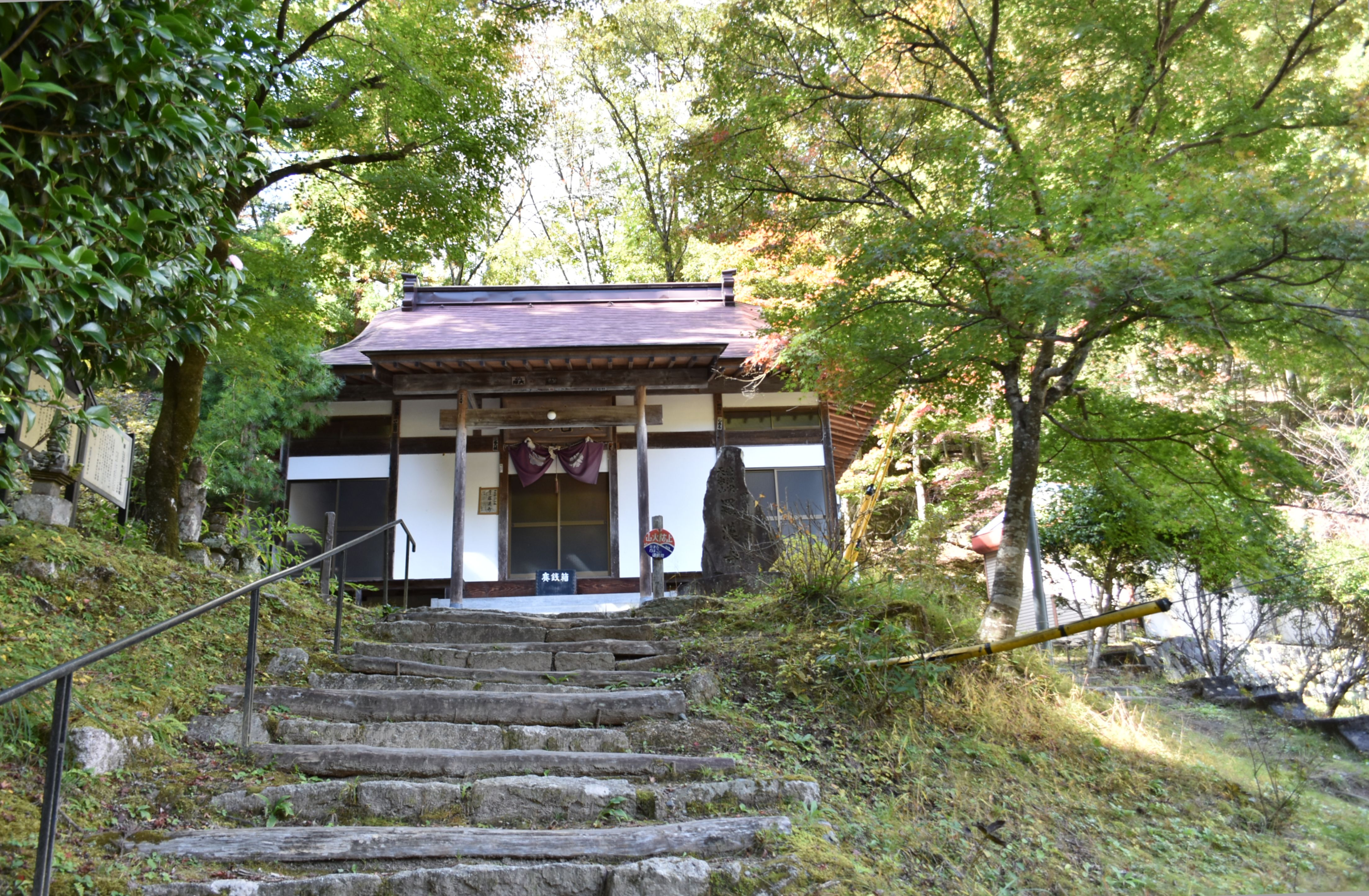
羅漢寺（2018年10月31日撮影）
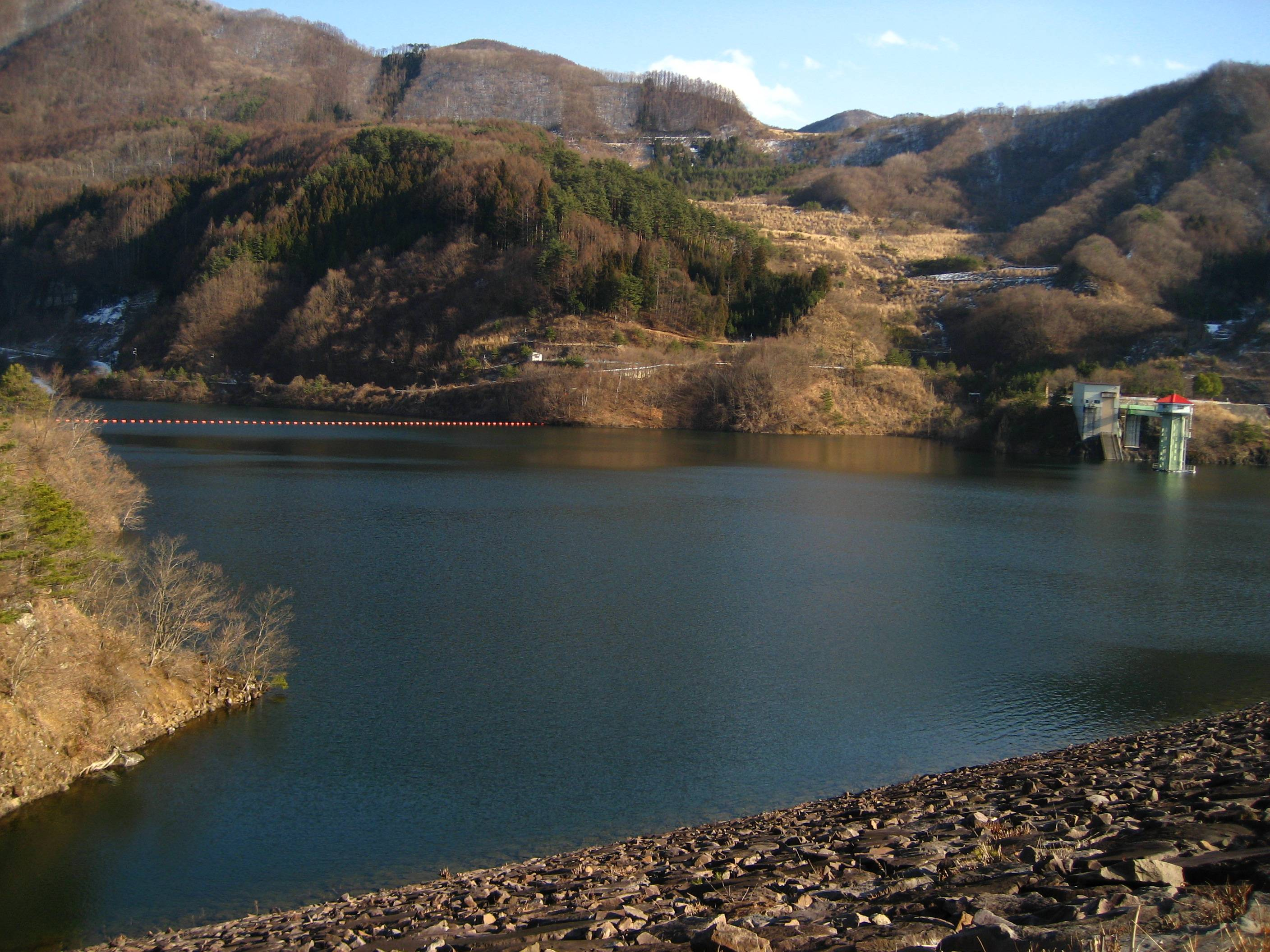
荒川ダム（能泉湖）
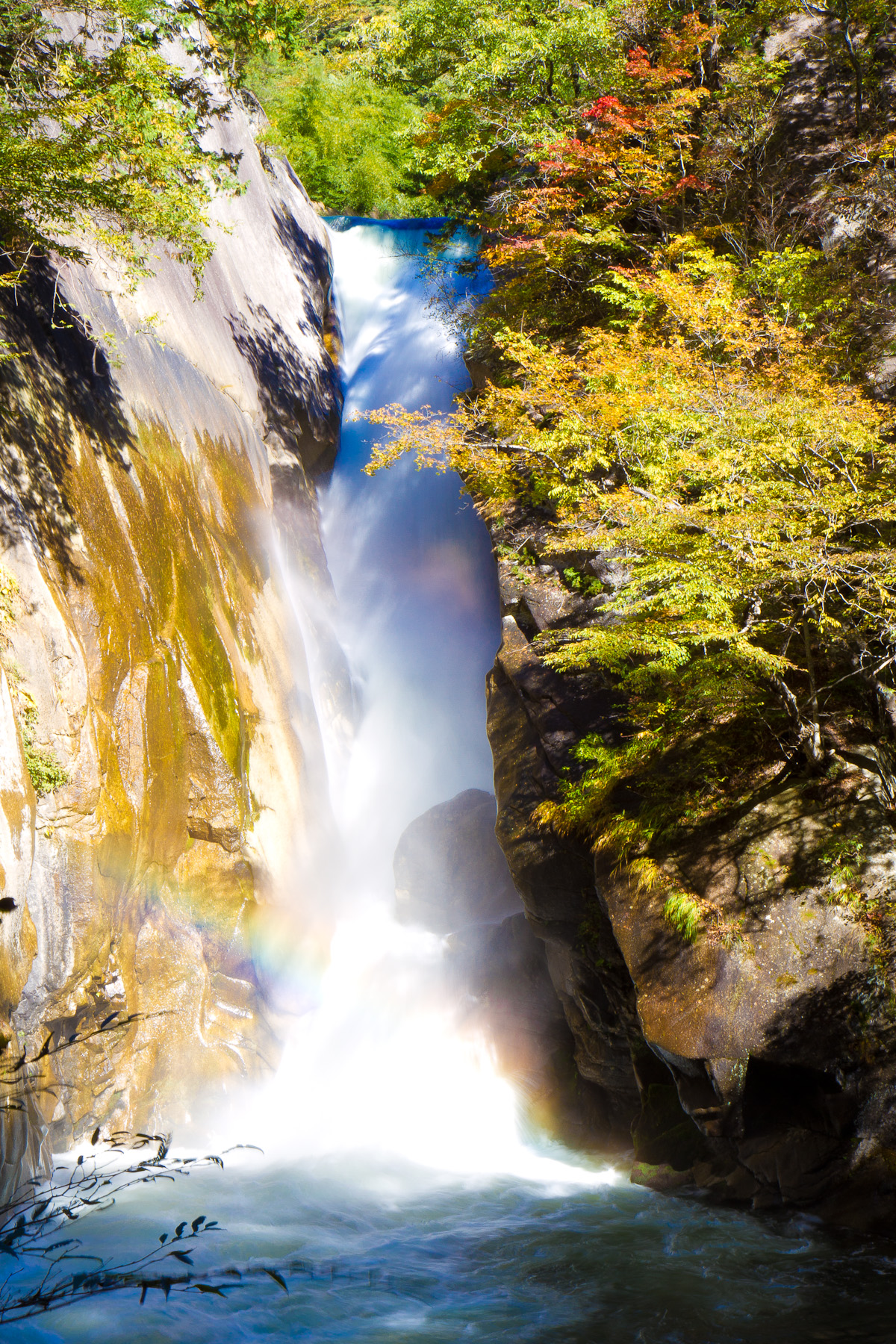
仙娥滝
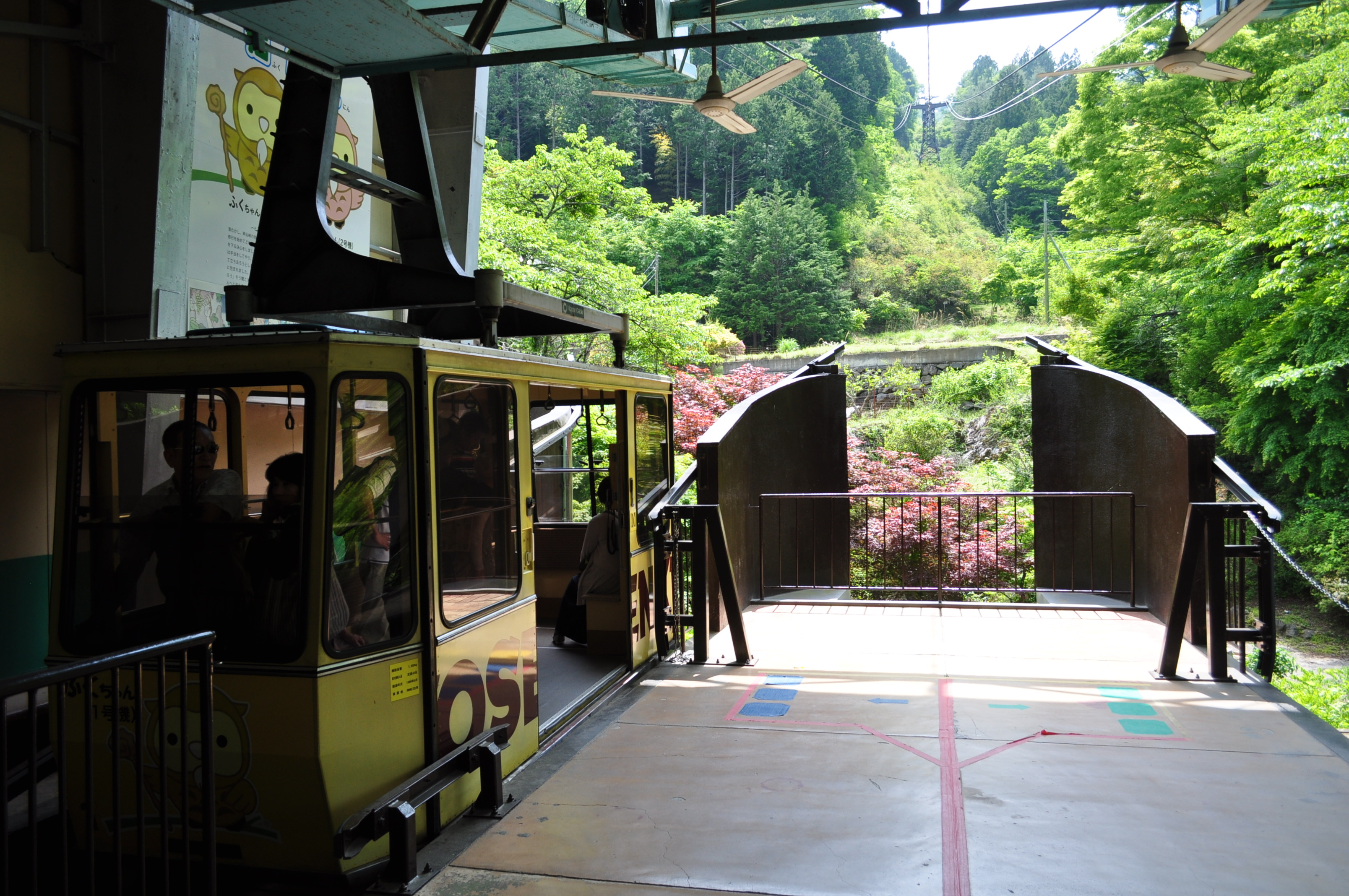
昇仙峡ロープウエイ駅（2018年5月16日撮影）

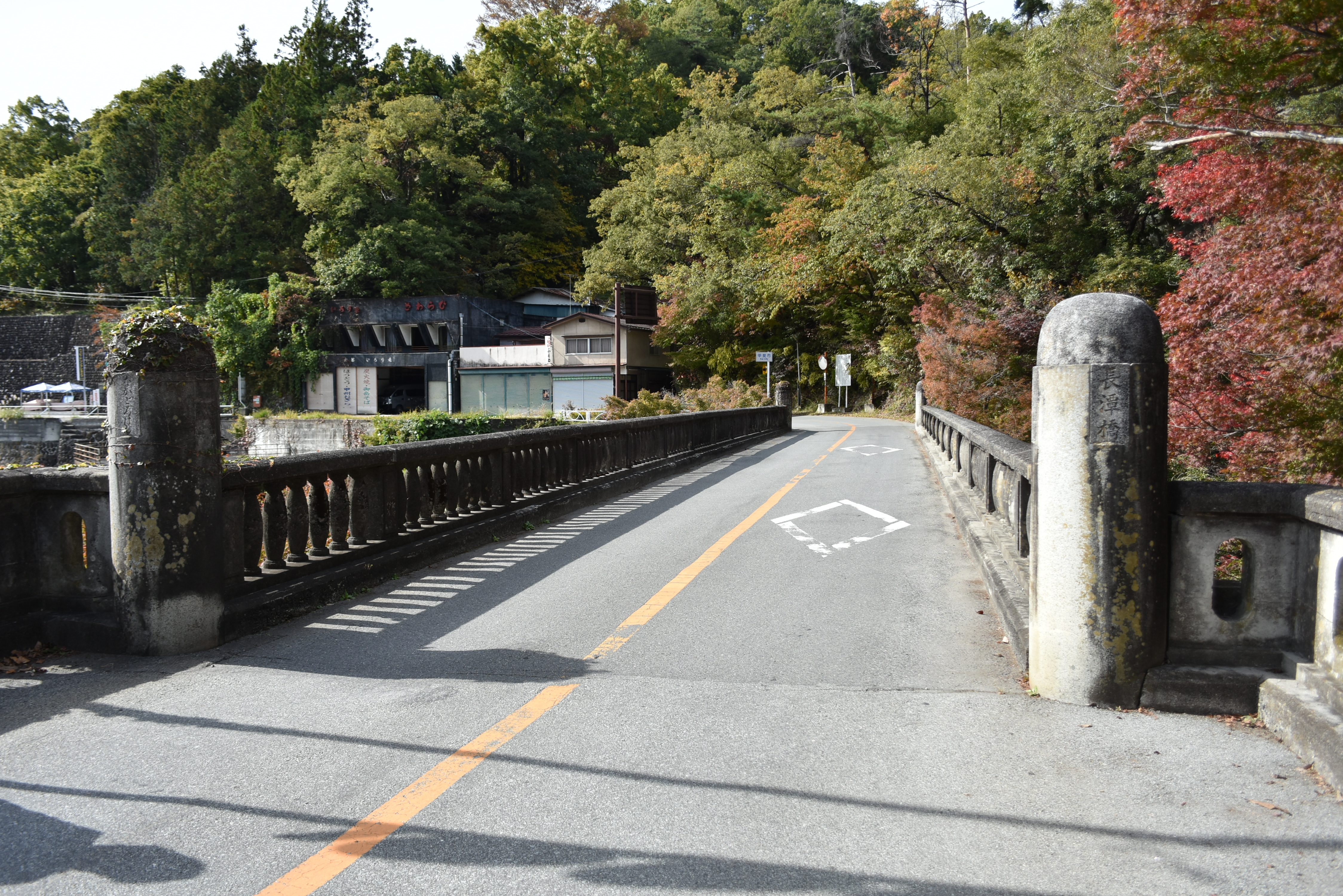
長潭橋、甲府市街方面を見る（2018年10月31日撮影）
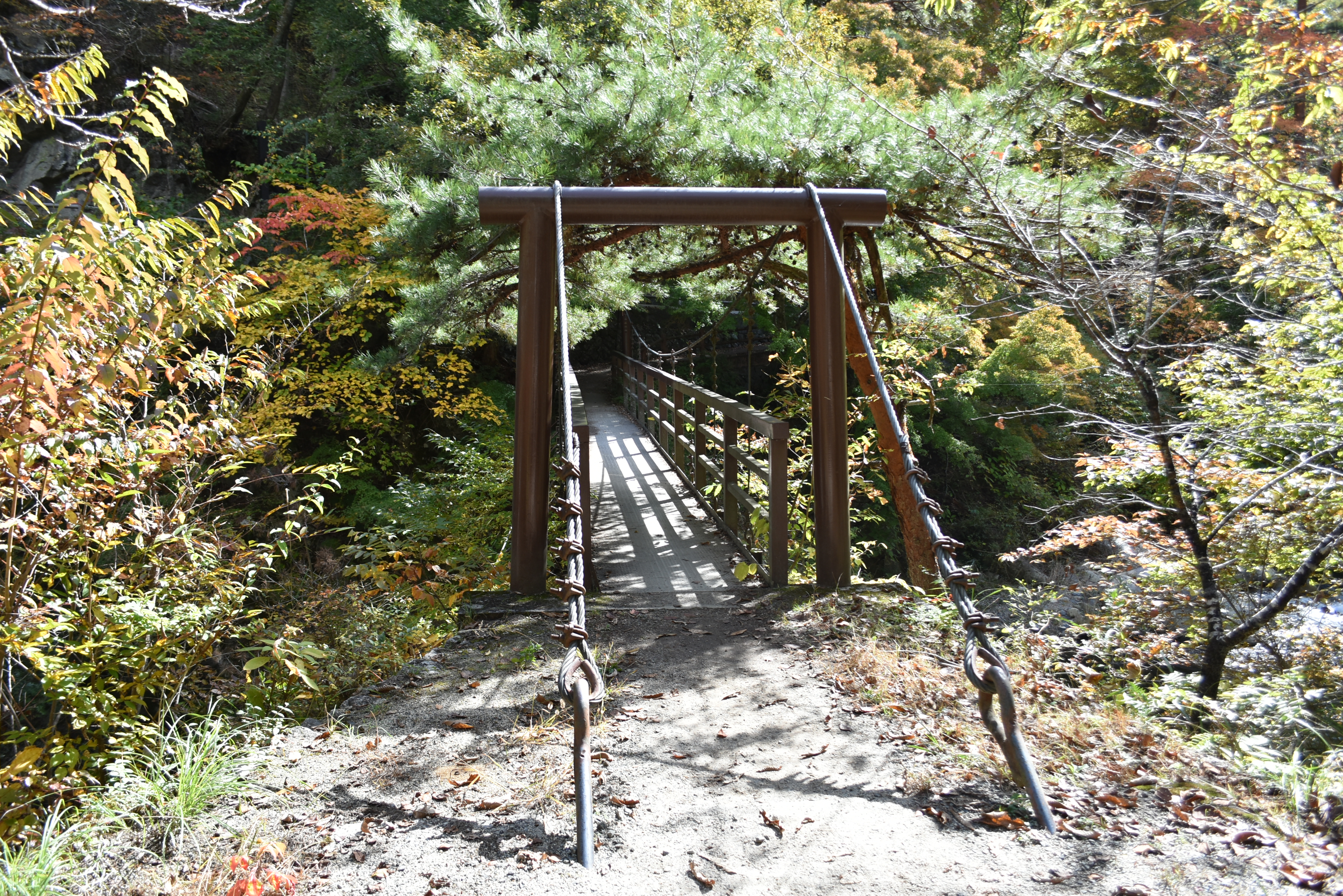
羅漢寺橋（2018年10月31日撮影）
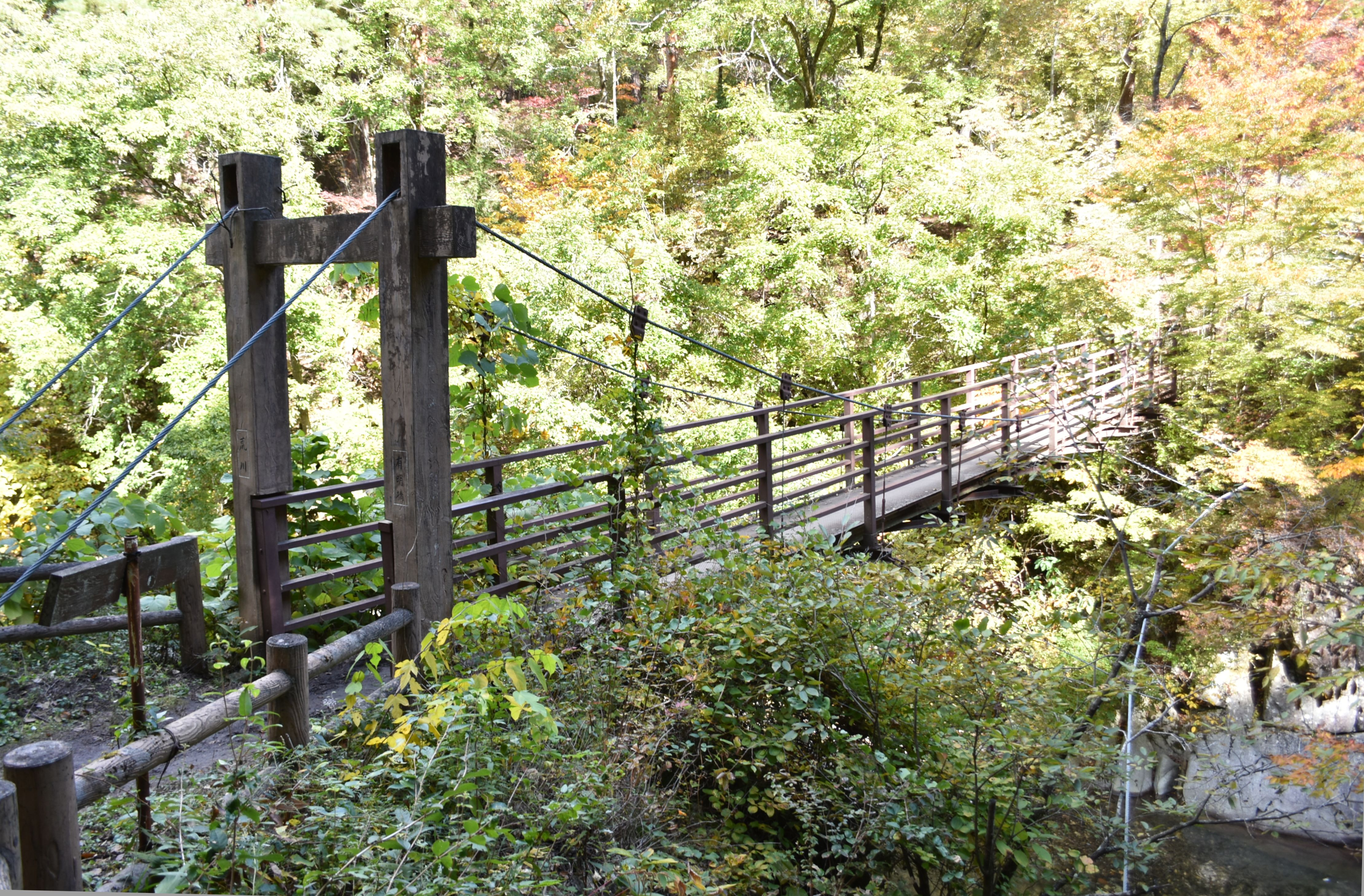
有明橋（2018年10月31日撮影）
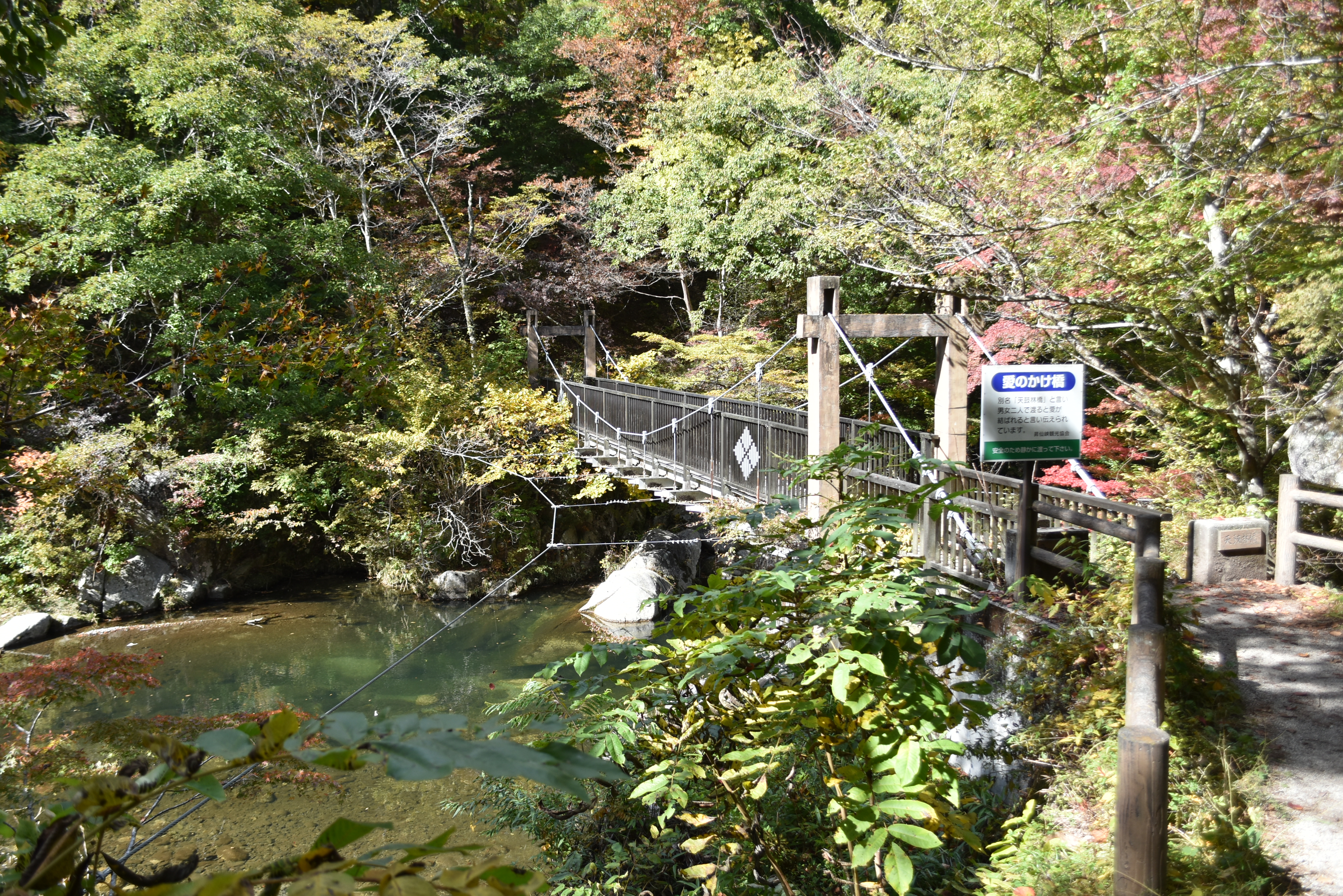
愛のかけ橋（2018年10月31日撮影）
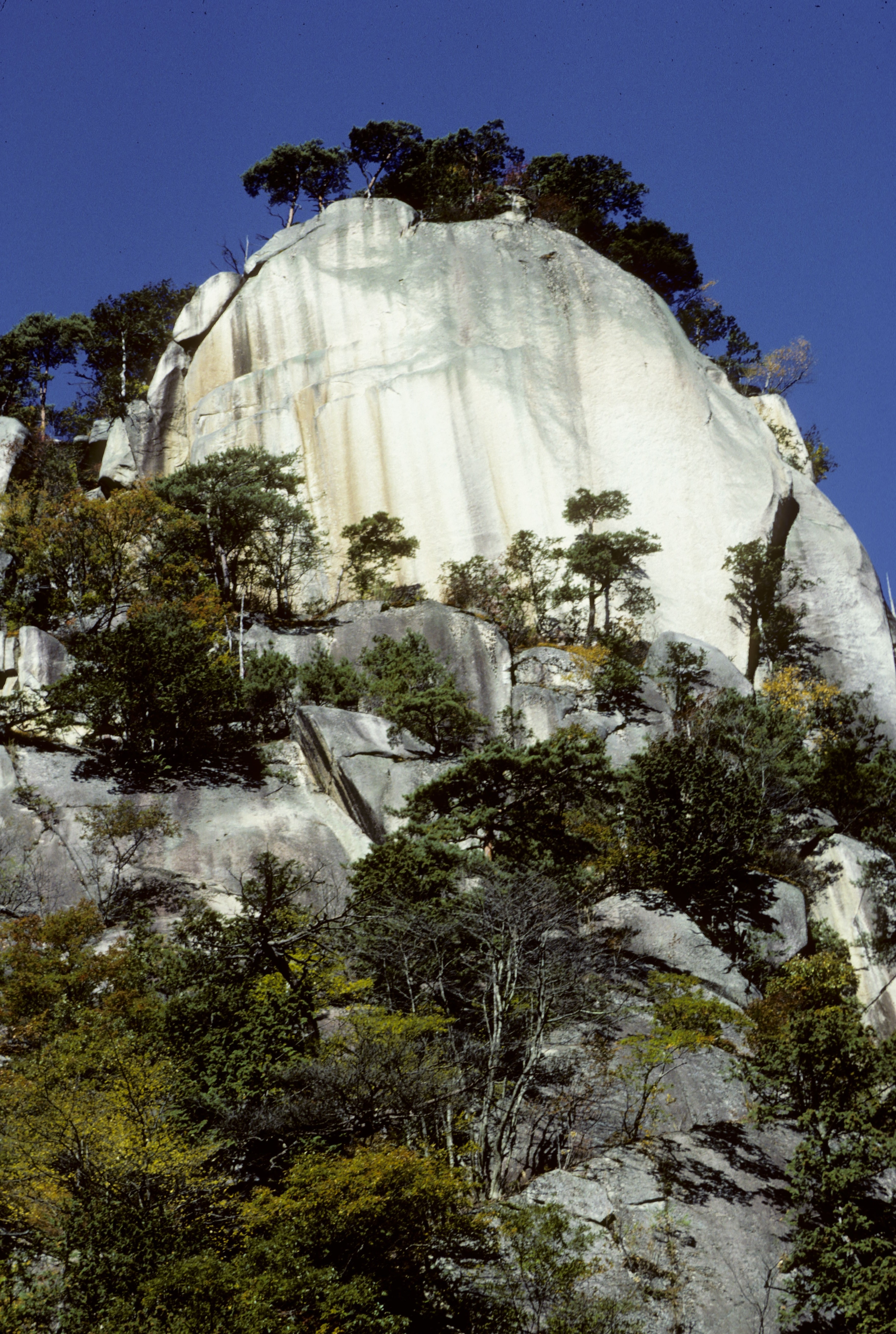
覚円峰
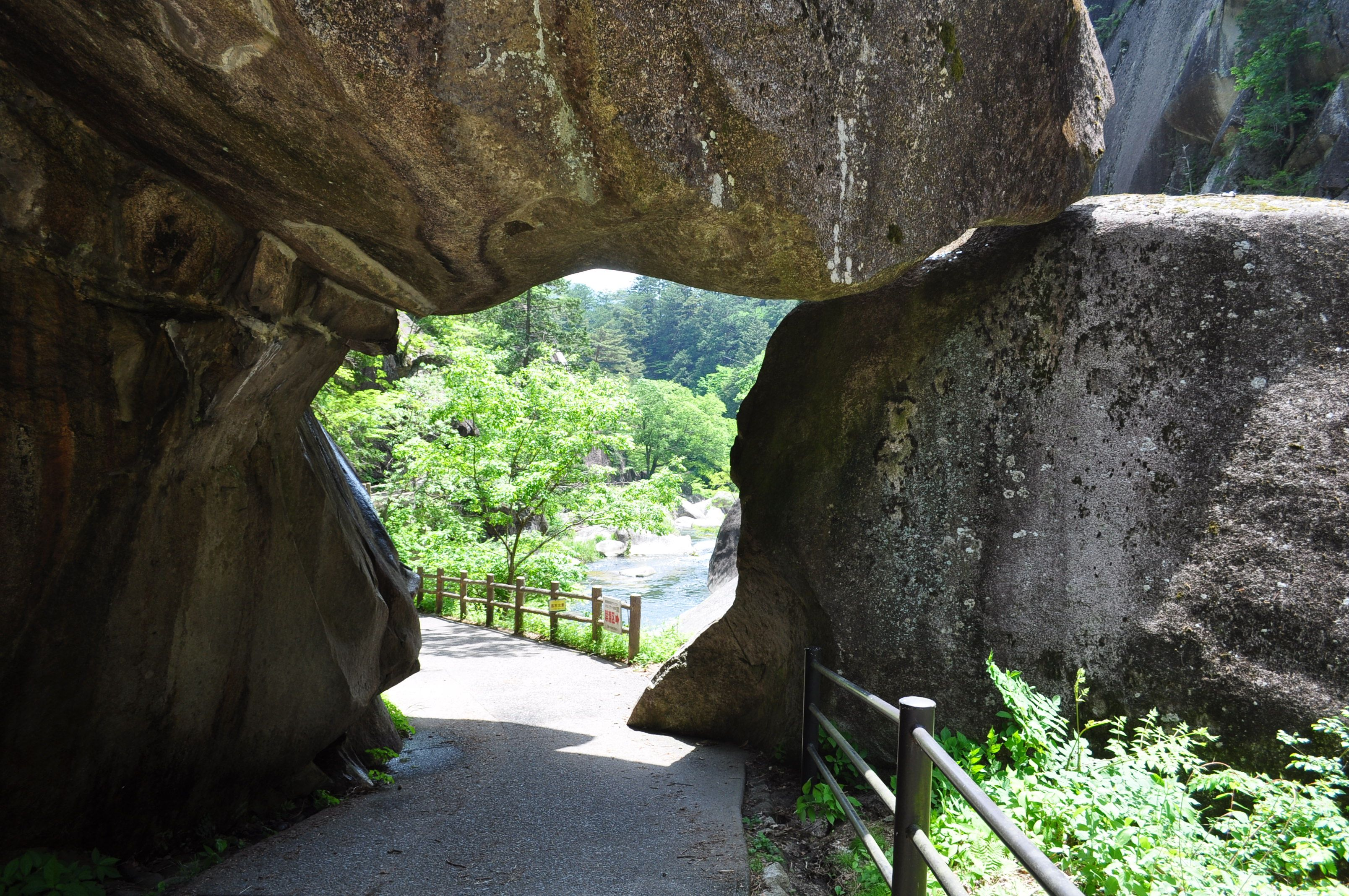
石門（2018年5月16日撮影）

## 歴史

### 金峰山信仰と昇仙峡

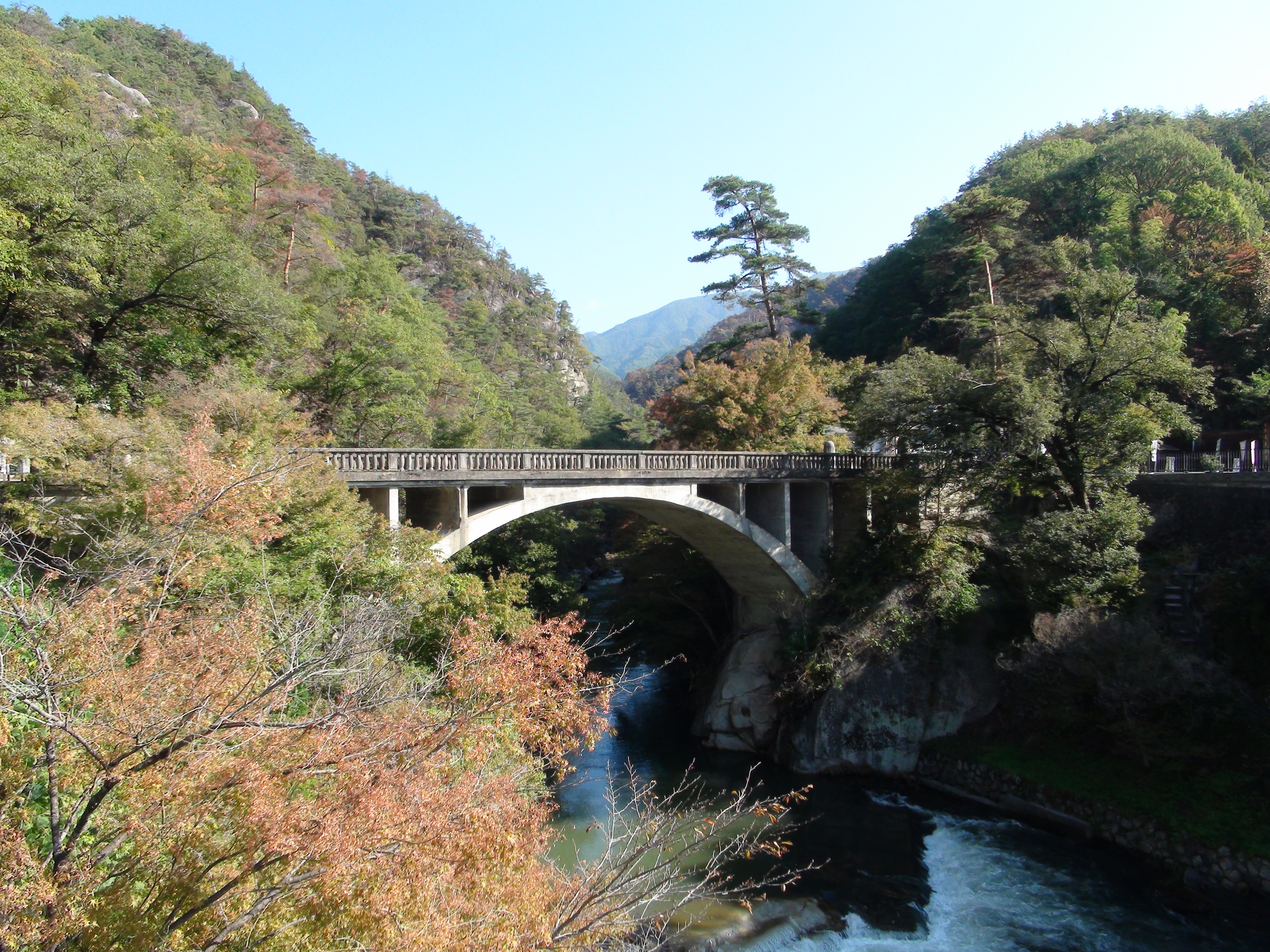
渓谷入口の天神森にある長潭橋
（2013年10月28日撮影）

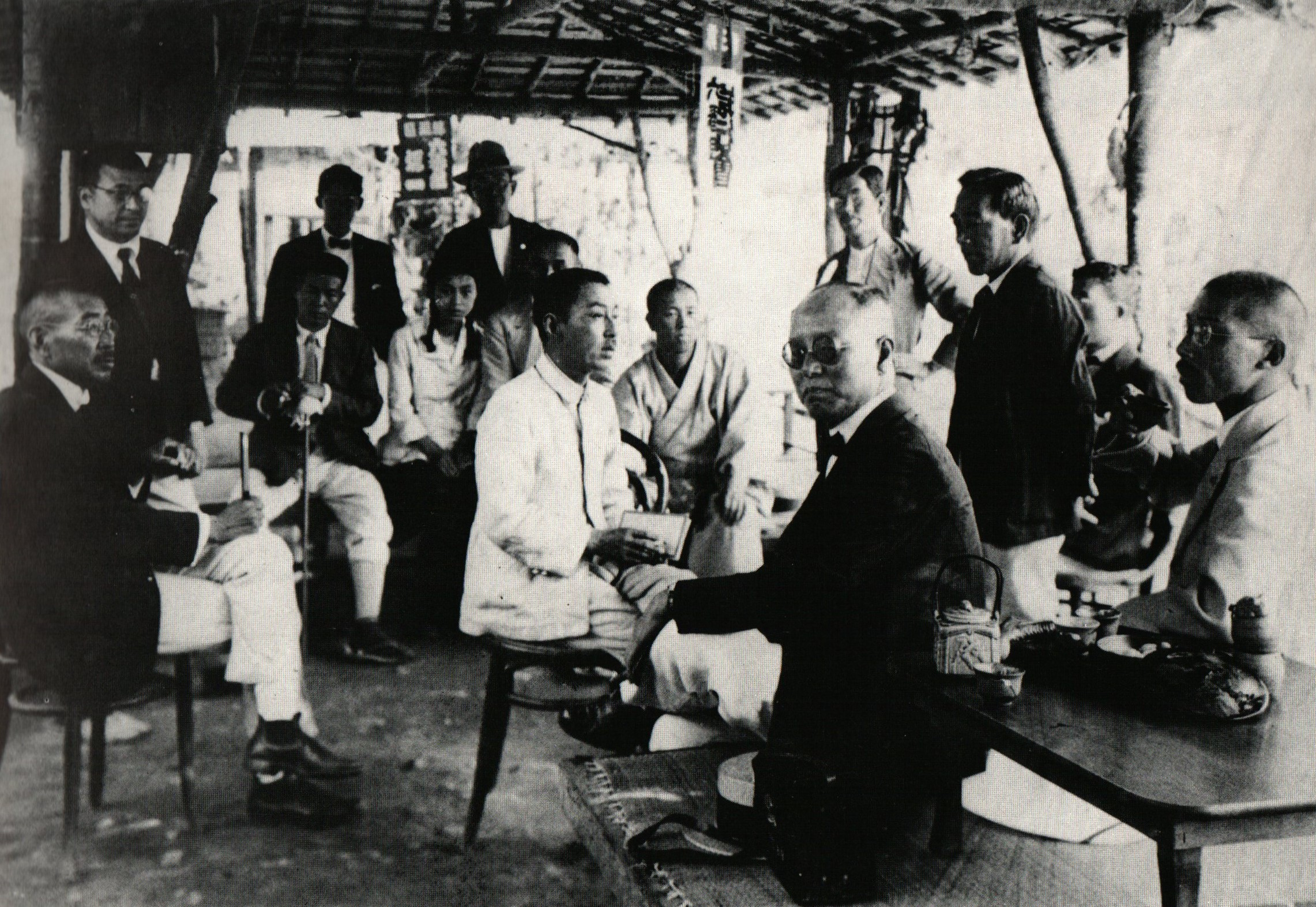
1927年（昭和2年）日本二十五勝に選定されたことにより、昇仙峡を主題にした新民謡作成のため訪れた野口雨情（中央の丸椅子に座る白い服の人物）。仙娥滝上の仙峡亭にて。

昇仙峡を含む奥秩父山塊には甲信国境に金峰山があり、古来から山岳信仰が広まり、甲府方面から昇仙峡を通過し金峰山頂に至る吉沢口など修験道の道として御嶽道が存在していた。
金峰山信仰は近世にも展開され、御嶽道は甲府方面の南口のみならず東口・西口方面からも山口九所と呼ばれる登拝口が整備され、南口の吉沢・亀沢・塚原の三ルートはいずれも昇仙峡を通過する街道として整備された。また、近世初頭には甲州街道が整備され甲斐には江戸から多くの文人が往来し、昇仙峡は地誌類を通じて山岳信仰のみならず甲斐の名所として広まった。

### 中世の御岳
戦国時代の享禄4年（1531年）正月21日には、甲斐守護・武田氏と扇谷上杉氏との婚姻に反発した栗原兵庫・今井信元・飯富虎昌ら甲斐国人が甲府を退去し、御岳において信虎と抵抗した。さらに反信虎の国人衆には西郡の大井氏、信濃国諏訪郡の諏訪頼満（碧雲斎）らが加わり甲斐へ侵攻した。同年3月3日には韮崎市で行われた河原部合戦において信虎は国人衆を撃破し、反乱は平定された。
武田氏滅亡後の天正10年（1582年）6月、本能寺の変により発生した天正壬午の乱において三河国の徳川家康・相模国の北条氏直が甲斐へ侵攻し、八ヶ岳南麓・七里岩地域において対峙した。徳川家康は韮崎市中田町中條の新府城に本拠を置くと、北杜市須玉町若神子の若神子城に本陣を置いた後北条勢に対して七里岩台上の城砦に軍勢を配置し、御岳においても甲府市御岳町の御岳城、甲斐市下芦沢の御岳芦沢小屋（平見城の烽火台）に御岳衆らの兵が配置された。

### 御岳新道の開削と観光開発
江戸時代に荒川上流の猪狩村（甲府市猪狩町）と周辺諸村は製炭が盛んで、甲府城下へ薪炭を販売するために御岳道（外道）を通過していた。御岳道は荒川西岸の難路であったため、荒川沿いの新道の開発が望まれていた。
江戸後期には天明2年（1782年）に猪狩村名主・長田森右衛門が下帯那村へ通じる新道の開発を立案したが、これは実現しないまま終わった。天保4年（1833年）には同じ猪狩村の百姓代である長田円右衛門とその甥・勇右衛門が再び御岳新道の開発を計画し、甲府勤番士や甲府城下の商人から寄付金を募り、工費は円右衛門が建て替え、無尽で賄われた。また、新道の開発が参詣路としても活用できるため、金櫻神社の神職らを世話人とした。工事は翌天保5年12月22日に開始され、高成村・竹日向村・川窪村・千田村らの諸村が協力し、周辺から石工や杣（そま）、人足が賄われた。天保7年には水害により新道の一部が流出し、天保の飢饉による農村の疲弊による影響で一時中断された。
御岳新道は天保14年（1843年）には完成しており、巨摩郡上小倉村（北杜市須玉町小倉）出身で茅ヶ岳南麓に浅尾堰・穂坂堰を開削した窪田幸左衛門が設計・測量を行っている。御岳新道は後に渓谷沿いの観光ルートとしても利用される。
昇仙峡を旅した絵画資料として『甲州道中図屏風』がある。『甲州道中図屏風』は幕末期の嘉永4年（1851年）から慶応3年（1867年）にかけて作成され、本来は巻子状であったものが近代に順不同で屏風絵に仕立て直されたと考えられている。作者は不明であるが武士であり、高尾山・身延山久遠寺の参詣、武田氏に関する史跡来訪を目的とした旅で、時期は8月下旬であると推定されている。
『甲州道中図屏風』の左隻中央の上段には昇仙峡から甲府市街や富士川・荒川・大泉寺（不箋では「大善寺」）を望む図が描かれ、背景には富士山が描かれている。また、この図の右には湯村を描いた図が連続している。『甲州道中図屏風』の旅程は江戸から甲州街道を進み、甲府から身延山参詣を経て、東海道経由で江戸へ帰還したと考えられており、高尾山参詣を終えて甲州街道を進み、甲府へ到着した後に湯村・昇仙峡をめぐり、再び甲府を経て身延山参詣に向かった行路が想定されている。

### 近現代の昇仙峡
1887年（明治20年）には「御嶽昇仙峡」が命名され、大正時代には甲府市内から昇仙峡までの道路が次々と整備されて定期バスが乗り入れるなど観光地として一新された。
1902年（明治35年）には、正岡子規の門人で山梨県を拠点に活動を行った新免一五坊や「白雛会」を主催した堀内柳南、神奈桃村ら山梨県の俳人が甲府市で「山梨文学大会」が開催される。同年8月25日には昇仙峡の御嶽新道へ赴いており、翌26日には甲府太田町望仙閣で批評会を行った。
1923年（大正12年）には、断崖絶壁・滝・奇岩・侵食・紅葉・アカマツ・岩山・荒々しい川の流れと植物が一体となった景観が評価され、史蹟名勝天然紀念物保存法により名勝指定を受けた。
1937年（昭和12年）10月21日、東京府女子師範学校の生徒が修学旅行で昇仙峡を訪問。羅漢寺橋（吊橋）で記念撮影をすべく50人が橋に乗ったところ、重さに耐えられずに橋が落下。死者は出なかったものの重軽傷者30余人。
第二次世界大戦後には、1950年（昭和25年）に渓谷百選の一位に選ばれ、1953年（昭和28年）には文化財保護法により特別名勝となる。
近代には山梨県の主要産業として観光業が振興される。1972年（昭和47年）には御岳昇仙峡有料道路（現在無料）が開通し、甲府市や山梨県の主要な観光地として整備された。1977年（昭和52年）にバス転落事故が発生し、死者11名負傷者34名が被害に遭った。
2009年には読売新聞社主催の読者が選ぶ「平成百景」において、富士山に次ぐ第2位に選ばれた。

## 昇仙峡を描いた絵画
江戸時代の甲斐国は甲州街道をはじめとする諸街道が整備され、伴い多くの文人画家が来訪し作品を残している。御嶽昇仙峡は甲府城下から近在であり、天保5年（1834年）に御岳新道が開発された後は来訪が容易となり、多くの画家が訪れた。天保13年（1842年）には甲府城下に居住したの南画家の竹邨三陽（たけむら さんよう）が『仙嶽闢路図』を描き、覚円峰などの景勝地を紹介し、出版された。これが契機となり昇仙峡は景勝地として知られるようになった。
明治13年（1880年）には三陽の弟子である三枝雲岱（さいぐさ うんたい）が明治天皇の山梨県巡幸に際して『御嶽新道図』を献上している。雲岱は昇仙峡を画題とした作品を手がけているほか、引き続き景勝地としての昇仙峡を紹介した出版物が数多く製作された。また、明治期には女流南画家の野口小蘋が甲府柳町（甲府市中央）の商家・野口家に嫁ぐ。野口家の十一屋コレクション（山梨県立美術館収蔵）や甲府商家・大木家の大木家資料（大木コレクション）には多くの小蘋作品が含まれている。小蘋自身は山梨に滞在しているものの昇仙峡を訪れたかは不明であるが、明治26年（1893年）には昇仙峡を描いた『甲州御嶽図』を製作している。
文人画家の富岡鉄斎は1875年（明治8年）・1890年（明治23年）に山梨県を旅し、富士山へ登山するなど山梨各地の名所を訪ね、作品にも描いている。鉄斎も野口小蘋と同様に甲府の野口家に滞在しており、十一屋コレクションや大木家資料には鉄斎作品が多く含まれている。鉄斎は二度の山梨旅行でともに金櫻神社参詣を行っており、明治8年の『富岡鉄斎日記』では昇仙峡の奇景を記している。ただし、2009年時点で鉄斎が昇仙峡の風景を描いた作品は確認されていない。
明治36年（1903年）には中央線開通により昇仙峡への利便性が高まったことにより観光地として知られるようになる。明治後期には東京美術学校講師の鶴田機水が水墨画『密画金溪図』を手がけている。これは、昇仙峡の奇岩や溪谷から受けた心象を場所を確定した写実的な描写ではなく、自身の想像力により近接拡大して描いている。大正期には河内雅溪が『昇仙峡之図』において写実的な山水画としての昇仙峡を描いている。
大正4年（1915年）には日本画家の近藤東来が『覚円峰図』を描いている。東来は諸国を遊歴して甲府で死去しており、『覚円峰図』は甲府商家の大木家資料（大木コレクション）として伝来している。昭和期には昭和3年（1928年）に水墨画家の近藤浩一路が『覚円山雨』を描いており、戦後の昭和30年代には近藤乾年が『覚円峰』を描いている。
日本画家の片岡球子は1957年（昭和32年）に歌舞伎役者・七代目尾上梅幸を描いた『尾上梅幸』において、背景の岩場を昇仙峡に取材して描いている。

## 漫画・映画 (TVドラマ)
つげ義春の『池袋百点会』のラストシーンに印象的に描かれた。後に石井輝男により1993年に映画化された『ゲンセンカン主人』のラストシーンにも登場する。主人公のつげをモデルにした津部役の佐野史郎と、福子役の岡田奈々が観光馬車で昇仙峡をゆく。
テレビ・ドラマでは、
万引きGメン・二階堂雪10(木の実ナナ主演、2003年、TBS)のラスト近辺、葬儀屋松子の事件簿(名取裕子主演、2012年、テレビ東京)のラスト近辺、「温泉女将　ふたりの事件簿3」(菊川怜主演、2014年、テレビ東京)の冒頭近辺で描かれている。

## 周辺の見どころ
1992年には仙娥滝の近くに昇仙峡影絵の森美術館が建てられ、藤城清治の作品を中心に影絵や切り絵の作品が展示されている。同美術館は1994年に世界一の影絵美術館としてギネスブックに認定された。

## 交通アクセス
- 甲府駅より山梨交通バス 昇仙峡滝上線に乗車、昇仙峡滝上までは約45分[19]。

覚円峰の麓にある仙娥滝から弥三郎岳頂上にあるパノラマ台まで、昇仙峡ロープウェイが運行されている。所要時間5分、20分間隔で運行。晴れていれば山頂から富士山、南アルプスを望むことができる。
なお冬季（12/1 - 3/31）は、甲府駅からのバスが昇仙峡口までの運転となるため、その先に進む場合は循環バス（昇仙峡渓谷オムニバス）などへの乗り継ぎが必要。

## その他
昇仙峡に名称の由来を持つ食事として、御岳そばがある。御岳そばの御岳は、昇仙峡の正式名称である御岳昇仙峡を意味する。

## ギャラリー

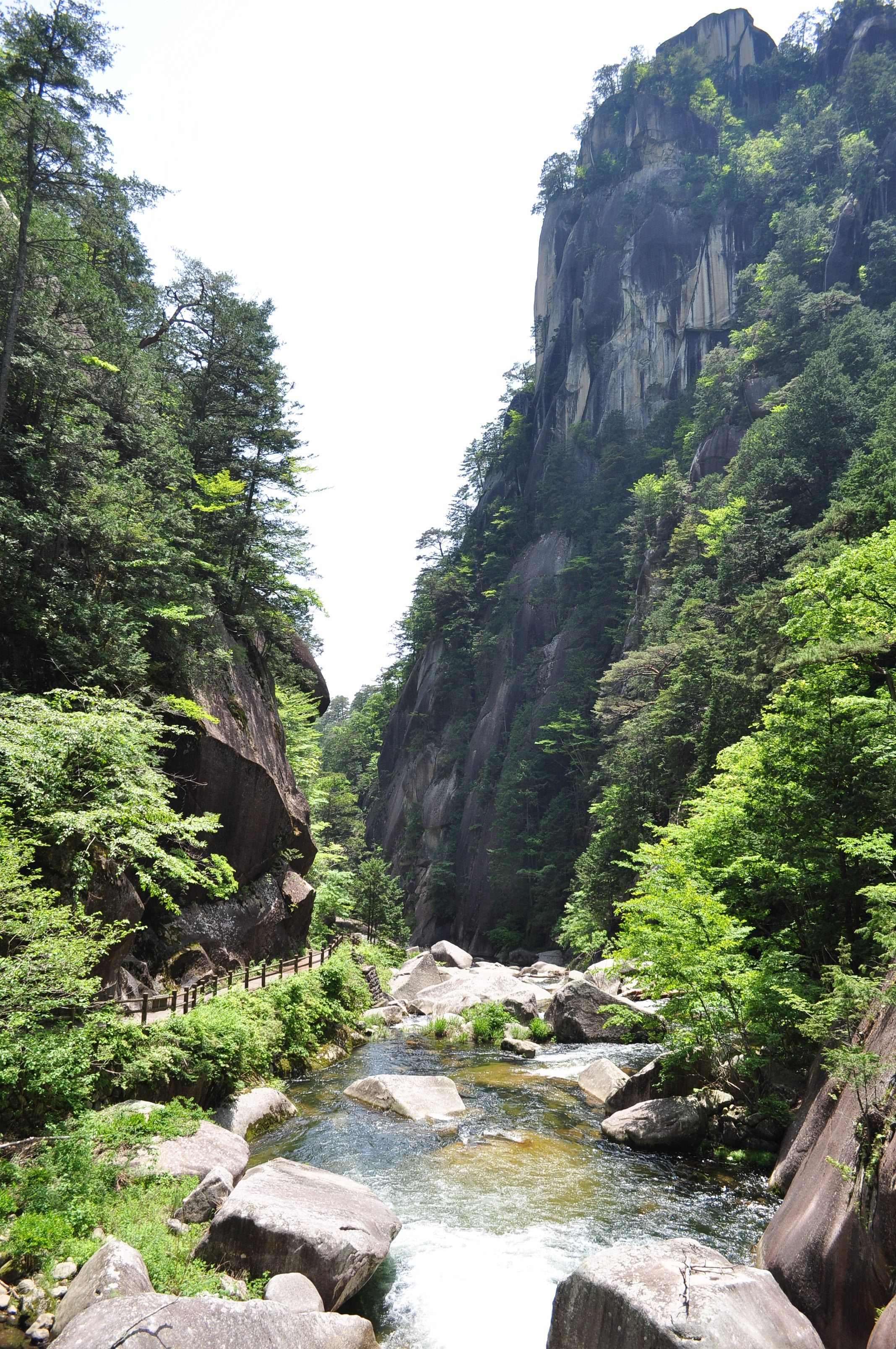
新緑の覚円峰（2018年5月16日撮影）
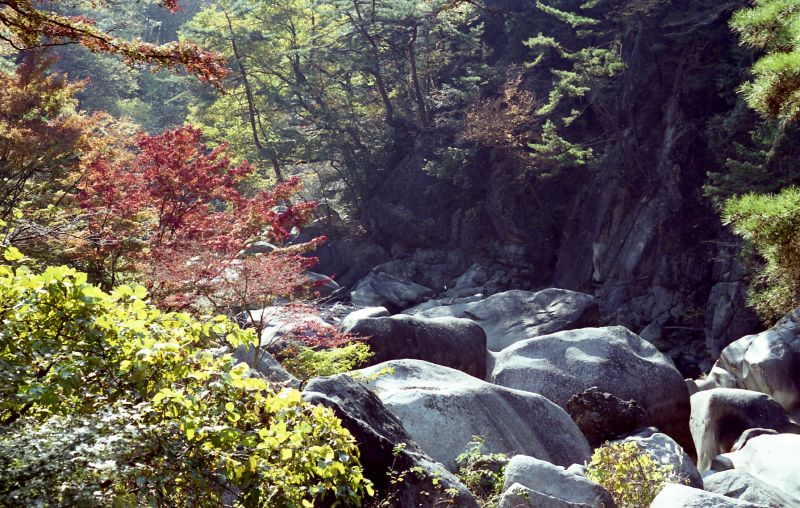
秋の昇仙峡
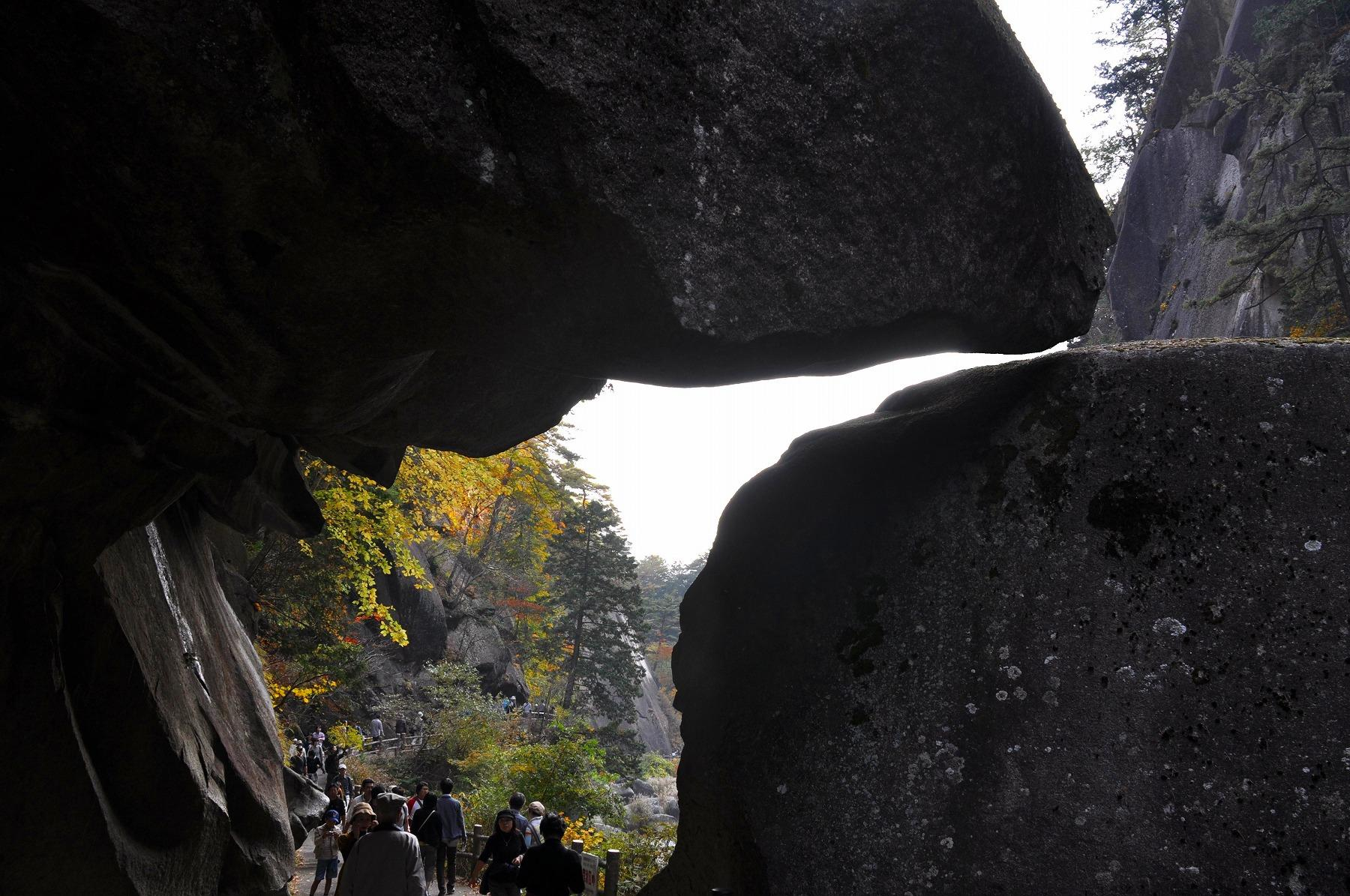
石門
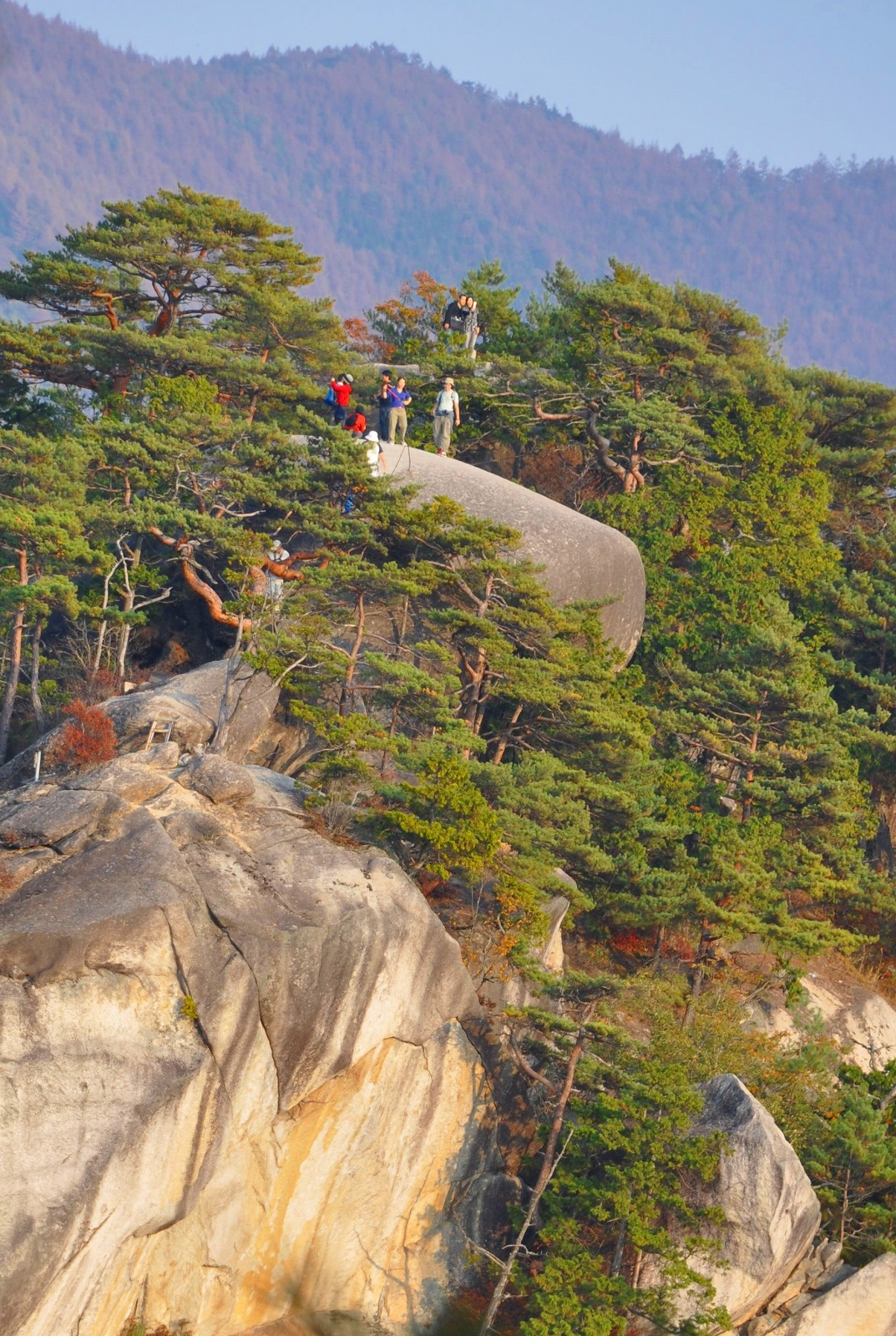
弥三郎岳（羅漢寺山）
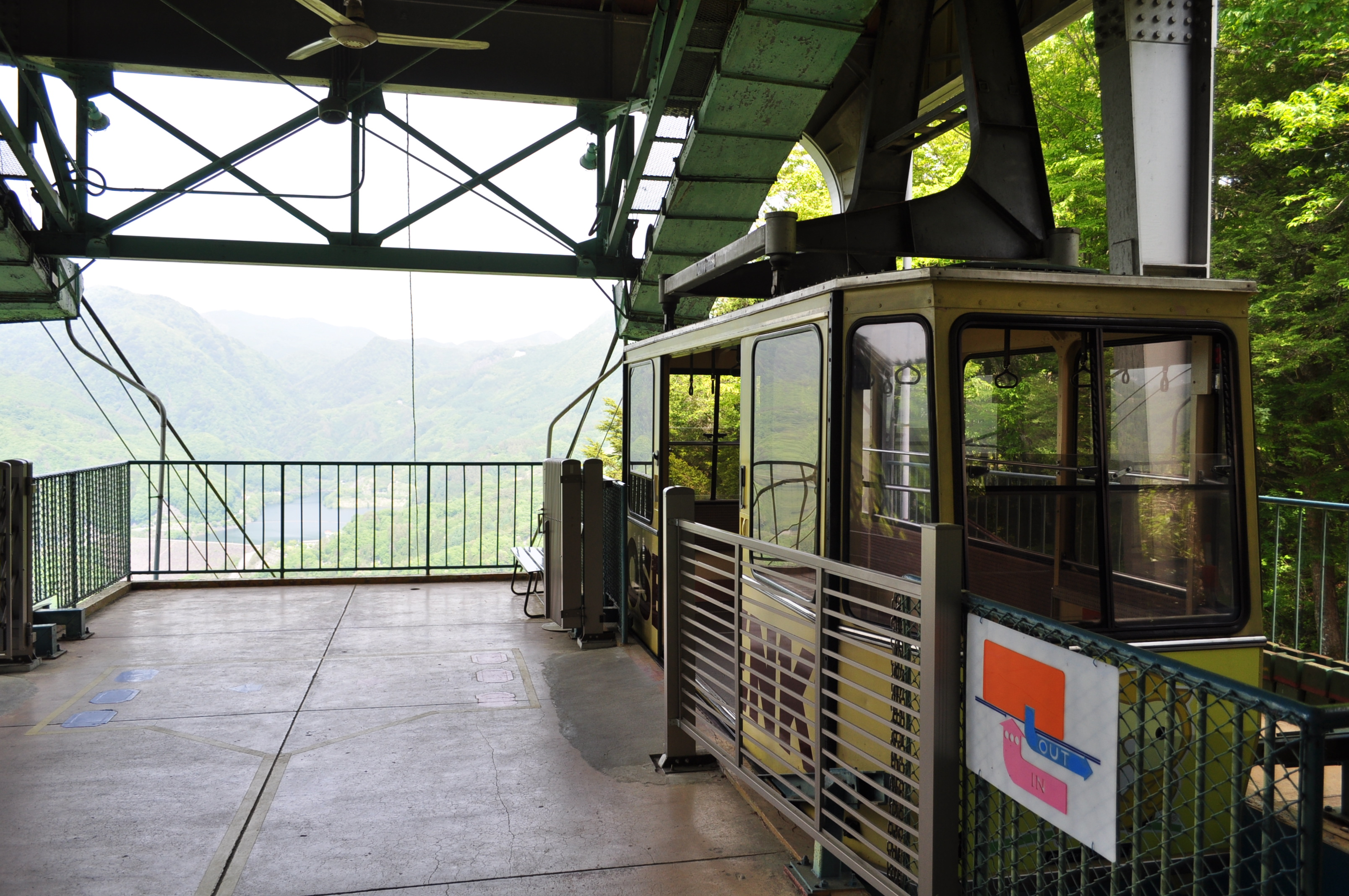
昇仙峡パノラマ台駅（2018年5月16日撮影）
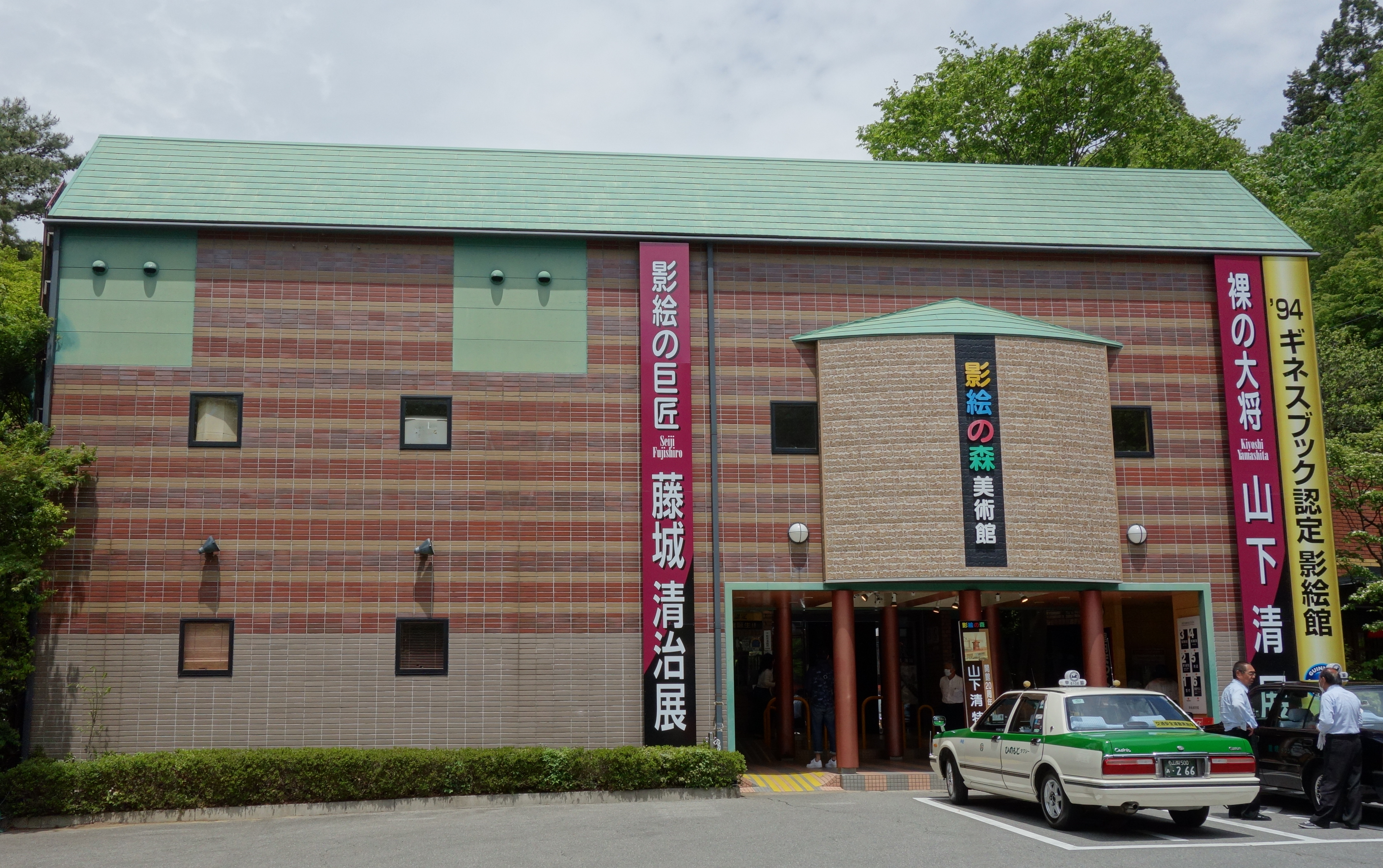
影絵の森美術館

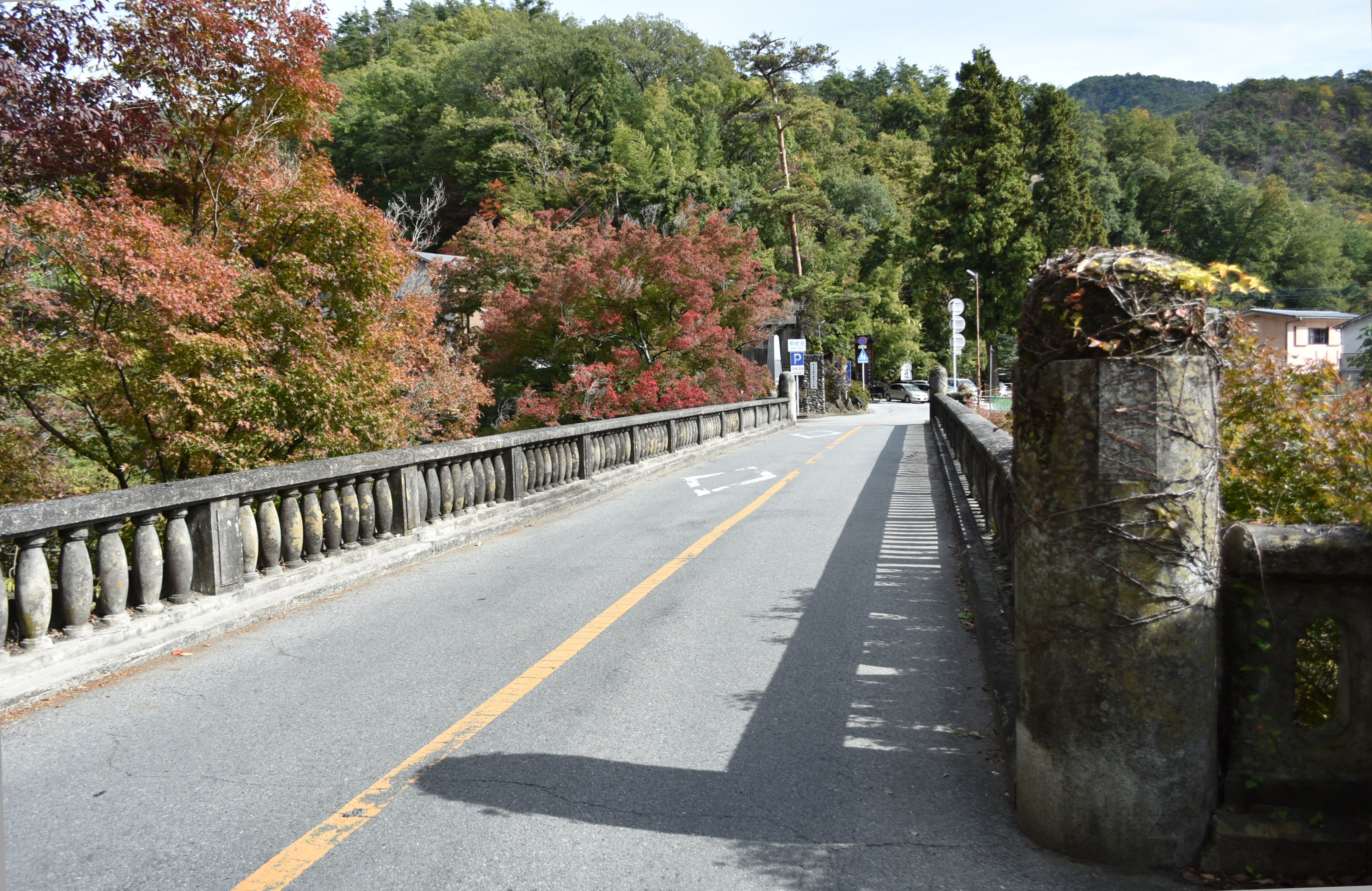
長潭橋、仙娥滝方面を見る（2018年10月31日撮影）
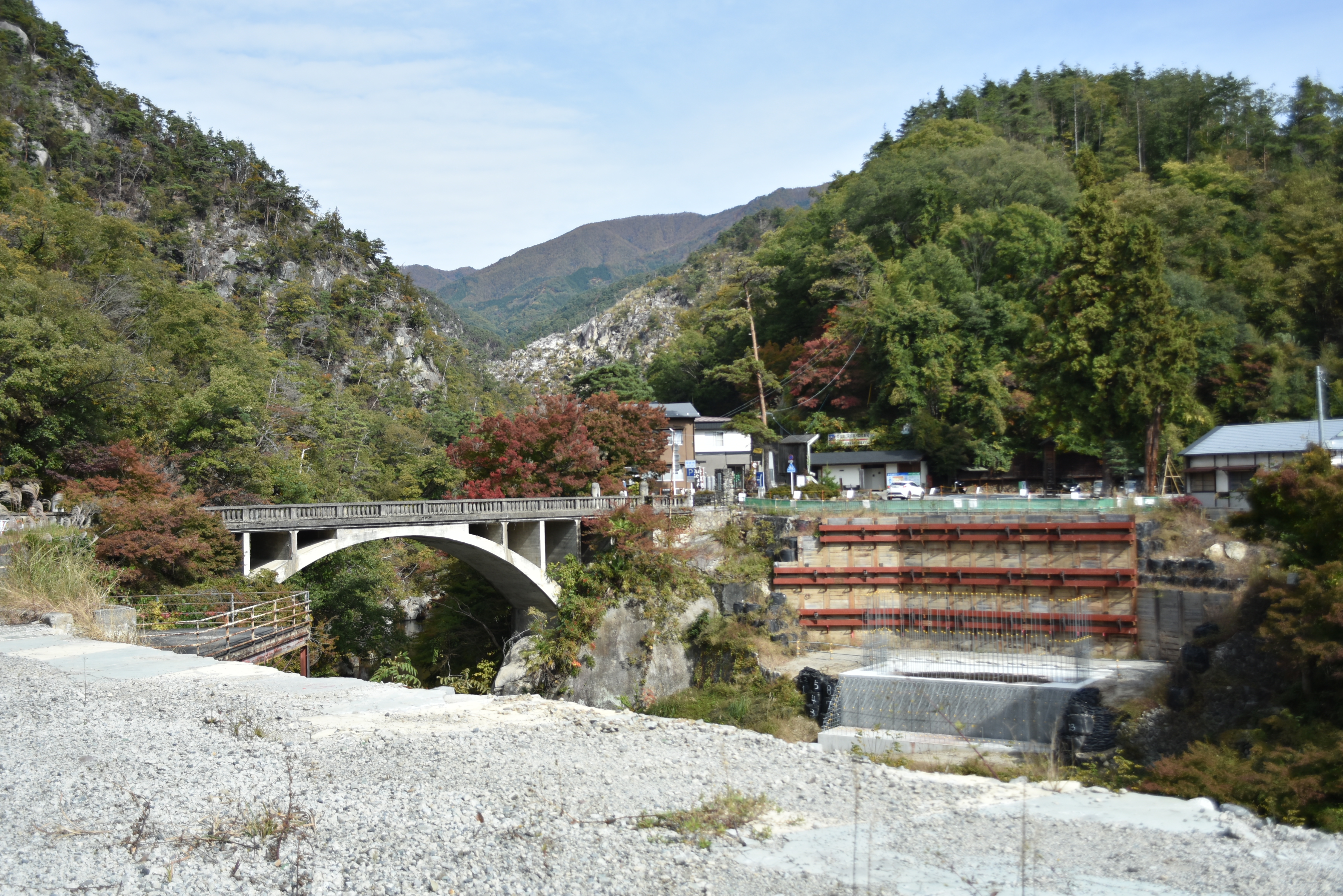
現長潭橋と新長潭橋の工事状況を見る（2018年10月31日撮影）
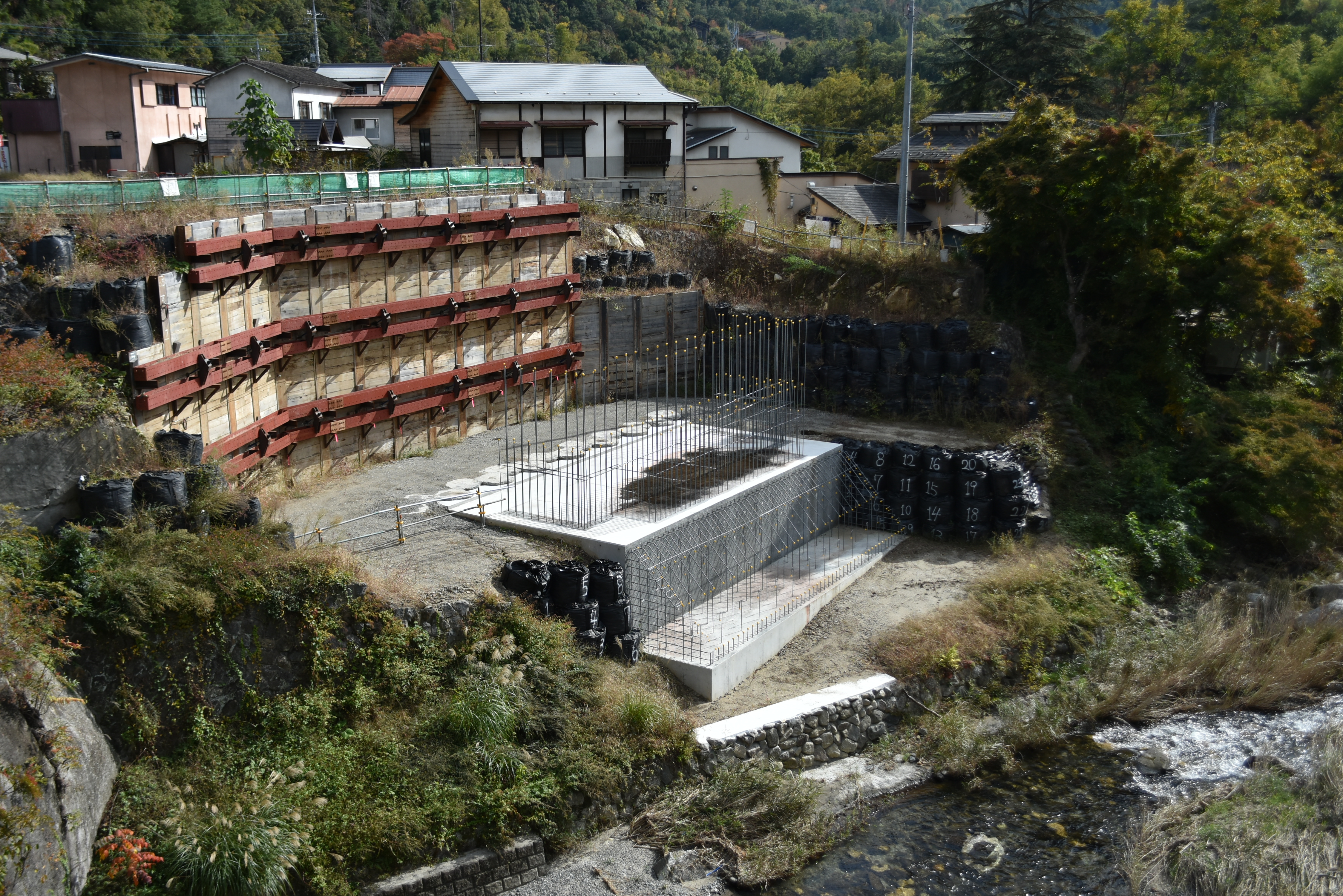
新長潭橋の工事状況を見る（2018年10月31日撮影）
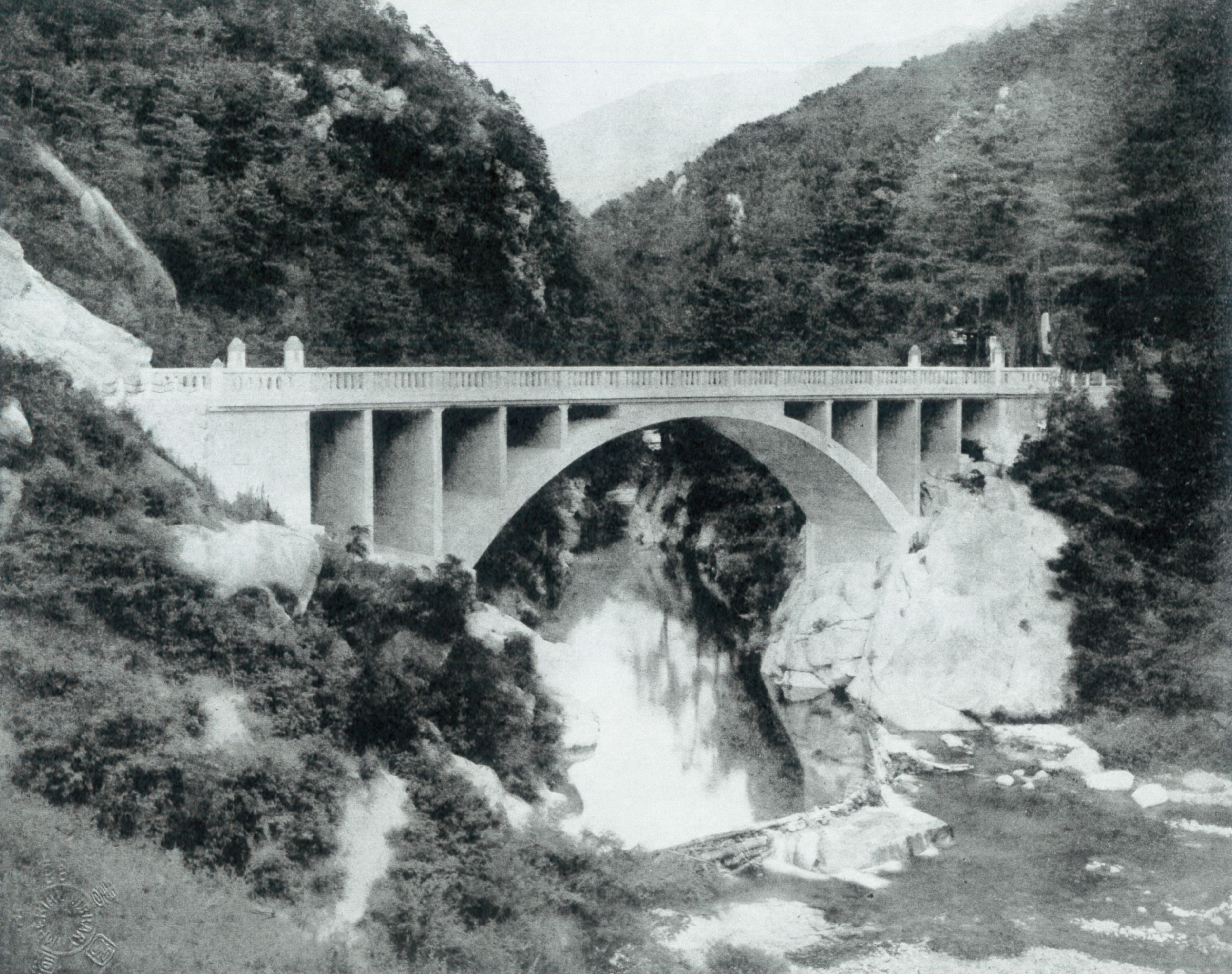
昭和初期の長瀞橋
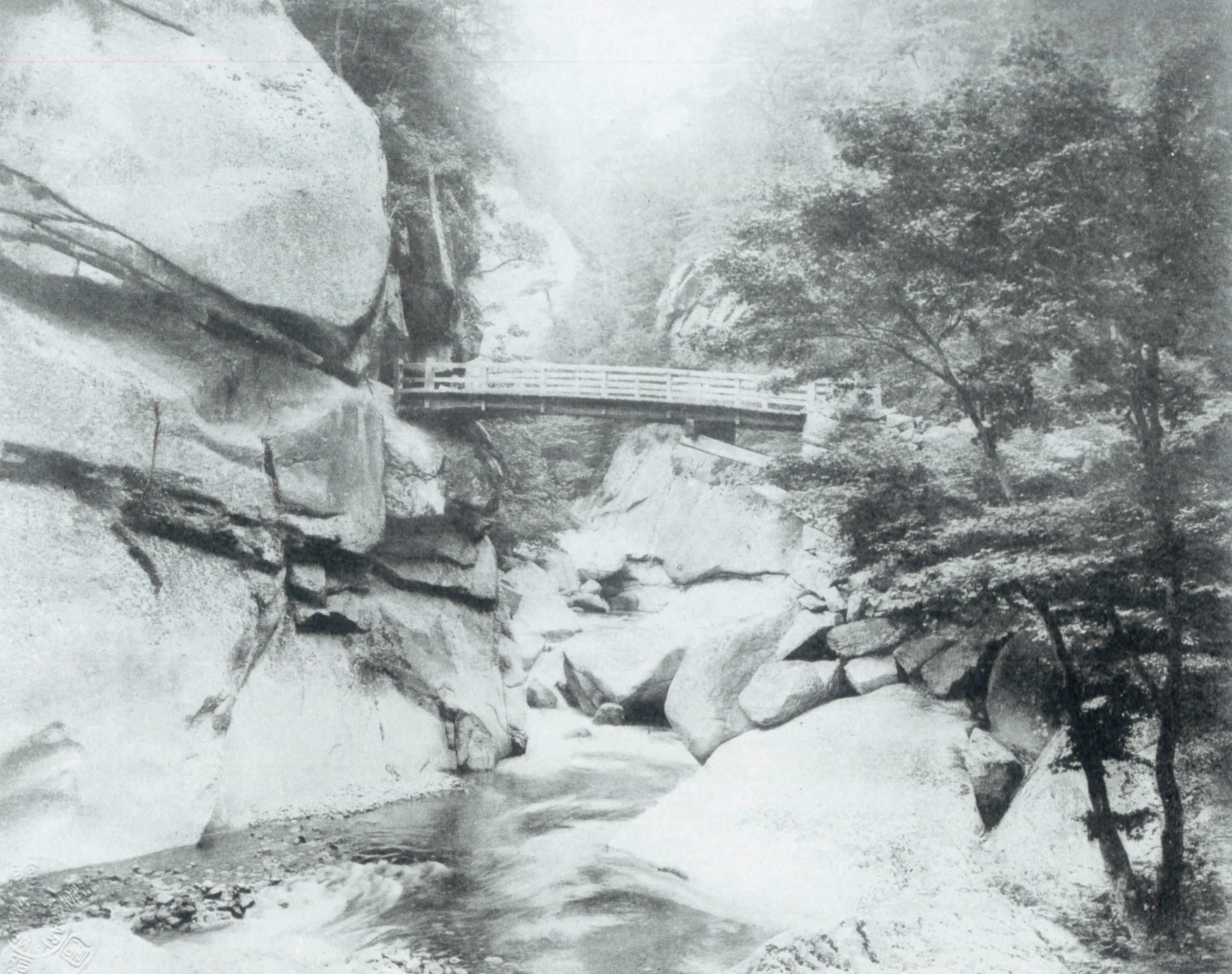
昭和初期の昇仙橋